# 小舒日戈沃湖 (舒米欣斯基區)
55°28′N 63°13′E / 55.467°N 63.217°E
小舒日戈沃湖（俄语：Малое Жужгово），是俄羅斯的湖泊，位於該國西南部，由庫爾干州責管轄，處於舒米哈以北27公里，長1.6公里、寬1.6公里，面積2.56平方公里，湖岸線長度5.5公里。